# أنطونيو سيلفا (ممثل)
أنطونيو سيلفا (بالبرتغالية: António Maria da Silva‏) هو ممثل برتغالي، ولد في 15 أغسطس 1886 بلشبونة في البرتغال، وتوفي بنفس المكان في 3 مارس 1971.

## وصلات خارجية
- أنطونيو سيلفا على موقع IMDb (الإنجليزية)
- أنطونيو سيلفا على موقع أول موفي (الإنجليزية)
- أنطونيو سيلفا على موقع قاعدة بيانات الفيلم (الإنجليزية)